# Xã Meyer, Quận Pierce, Bắc Dakota
Xã Meyer (tiếng Anh: Meyer Township) là một xã thuộc quận Pierce, tiểu bang Bắc Dakota, Hoa Kỳ. Năm 2010, dân số của xã này là 92 người.